# 霍羅多克 (赫梅利尼茨基州)
霍罗多克 （烏克蘭語：Городок，羅馬化：Horodok，發音：[ɦɔrɔˈdɔk] ⓘ），亦译为戈罗多克），是乌克兰西部赫梅利尼茨基州赫梅利尼茨基区霍罗多克市镇内的城市及该市镇的行政中心，2020年7月18日前为霍羅多克區的行政中心。該市位於斯莫特里奇河畔，距離州府赫梅利尼茨基64公里，始建于1362年，面积21.32平方公里，海拔高度258米，2022年人口数量为15,633人。

## 備註
1. ↑  俄語：，羅馬化：Gorodok